# دانيال سالامانكا أوري
دانيال سالامانكا أوري (بالإسبانية: Daniel Salamanca) (و. 1863 – 1935 م) هو سياسي، ومحام من بوليفيا ولد في كوتشابامبا.
تولى منصب رئيس بوليفيا (1931-03-05–1934-11-27) .

## روابط خارجية
- دانيال سالامانكا أوري على موقع الموسوعة البريطانية (الإنجليزية)